# Azurém
Azurém é uma freguesia portuguesa do município de Guimarães, com 2,9 km² de área e 9 089 habitantes (censo de 2021). A sua densidade populacional é 3 134,1 hab./km².
Está aí instalado um polo da Universidade do Minho (Campus de Azurém).

## Demografia
A população registada nos censos foi:
| Ano  | 0-14 Anos | 15-24 Anos | 25-64 Anos | > 65 Anos |
| 2001 | 1179      | 1392       | 4680       | 899       |
| 2011 | 1081      | 861        | 5041       | 1365      |
| 2021 | 1176      | 832        | 5101       | 1980      |

## Património
- Capela de Nossa Senhora da Conceição (Azurém) (Classificada como Imóvel de Interesse Público)[5]
- Casa da Pousada
- Casa da Veiga

## Resultados eleitorais para a Junta de Freguesia
| Partidos | %    | M    | %    | M    | %    | M    | %    | M    | %    | M    | %    | M    | %    | M    | %    | M    | %    | M    | %    | M    | %    | M    |
| Partidos | 1976 | 1976 | 1979 | 1979 | 1982 | 1982 | 1985 | 1985 | 1989 | 1989 | 1993 | 1993 | 1997 | 1997 | 2001 | 2001 | 2005 | 2005 | 2009 | 2009 | 2013 | 2013 |
| -------- | ---- | ---- | ---- | ---- | ---- | ---- | ---- | ---- | ---- | ---- | ---- | ---- | ---- | ---- | ---- | ---- | ---- | ---- | ---- | ---- | ---- | ---- |
| PS       | 38,0 | 4    | 36,0 | 5    | 42,8 | 6    | 34,4 | 5    | 47,8 | 7    | 47,4 | 7    | 48,4 | 7    | 43,7 | 6    | 41,4 | 6    | 37,5 | 6    | 44,7 | 7    |
| CDS-PP   | 26,0 | 3    |      |      |      |      | 19,3 | 2    | 14,4 | 2    | 7,2  | 1    | 7,2  | 1    | 10,7 | 1    |      |      | 12,1 | 2    |      |      |
| PPD/PSD  | 17,1 | 1    |      |      |      |      | 29,5 | 4    | 24,8 | 3    | 30,7 | 4    | 28,9 | 4    | 27,2 | 4    |      |      | 30,0 | 4    |      |      |
| IND      | 14,6 | 1    |      |      |      |      |      |      |      |      |      |      |      |      |      |      |      |      |      |      |      |      |
| AD       |      |      | 43,7 | 6    | 39,1 | 5    |      |      |      |      |      |      |      |      |      |      |      |      |      |      |      |      |
| APU/CDU  |      |      | 18,4 | 2    | 15,8 | 2    | 13,7 | 2    | 9,0  | 1    | 11,9 | 1    | 11,8 | 1    | 13,4 | 2    | 12,4 | 1    | 11,0 | 1    | 14,9 | 2    |
| PSD-CDS  |      |      |      |      |      |      |      |      |      |      |      |      |      |      |      |      | 39,1 | 6    |      |      | 29,3 | 4    |